# Kamenín
Kamenín és un poble i municipi d'Eslovàquia que es troba a la regió de Nitra, al sud-oest del país. El 2022 tenia una població estimada de 1.485 habitants.

## Història
La primera menció escrita de la vila es remunta al 1183.

## Demografia
| Godina             | 1994 | 2004   | 2014   | 2024   |
| ------------------ | ---- | ------ | ------ | ------ |
| Nombre de persones | 1540 | 1502   | 1487   | 1438   |
| Diferència         |      | −2,46% | −0,99% | −3,29% |

| Godina             | 2023 | 2024   |
| ------------------ | ---- | ------ |
| Nombre de persones | 1450 | 1438   |
| Diferència         |      | −0,82% |